# Aquilegia champagnatii
Aquilegia champagnatii là một loài thực vật có hoa trong họ Mao lương. Loài này được Moraldo, Nardi & la Valva mô tả khoa học đầu tiên năm 1981.